# Olney Botelho
Olney Ribeiro Botelho (Nova Friburgo, 1º de agosto de 1960) é um empresário e político brasileiro.
Exerceu (2007—2010) o cargo de deputado na Assembleia Legislativa do estado do Rio de Janeiro pelo PDT.

## Biografia
Olney ingressou no curso de Administração da Faculdade Cândido Mendes e trabalhou no Banco Bamerindus (atual HSBC). Em seguida, Olney mudou-se para a cidade do Rio de Janeiro.
Trabalhou durante sete anos na Nestlé, e foi dessa experiência que surgiu a vontade de montar o próprio negócio.
No início da década de 1990, junto com o pai e o irmão Gustavo, Olney abriu uma pequena padaria em Nova Friburgo, que deu origem à SuperPão.
Além de responsável pelo gerenciamento da SuperPão, Olney é também presidente do Instituto de Panificação do Rio de Janeiro. 
Em 2005, Olney filiou-se ao PDT e se elegeu deputado estadual, com 35.384 votos. 
Olney é casado e tem três filhos.
Em 2008, concorreu à vaga de prefeito de sua cidade, ficando em segundo lugar com mais de 36 mil votos.
Em 2011 passou a ocupar o posto de primeiro suplente do Senador Lindbergh Farias.